# دیوزو ورش
دیوزو وِرِش (مجاری: Győző Veres; ۱۳ ژوئن ۱۹۳۶ – ۱ فوریهٔ ۲۰۱۱) وزنه‌بردار اهل مجارستان بود.
وی در مسابقات کشوری و بین‌المللی در مجموع برندهٔ ۲ مدال برنز شده‌است.